# Yasuhito Endō
Yasuhito Endō (遠藤 保仁, Endō Yasuhito), född 28 januari 1980 i Kagoshima, Kagoshima prefektur i Japan, är en japansk fotbollsspelare som spelar för Júbilo Iwata i J.League. Han har även spelat för det japanska landslaget och har bland annat deltagit i VM i Tyskland 2006 och i VM 2010 i Sydafrika. 
I VM 2010 hade Japan vunnit mot Kamerun och sedan förlorat mot Holland. Det betydde att om de vann över Danmark skulle de gå vidare. Det startade bra för japanerna som fick en frispark 30 meter från mål. Keisuke Honda slog till med sin vänster och överraskade hela det danska försvaret från en frispark som inte såg så målfarlig ut men som resulterade i 1-0 till Japan. Sedan fick Japan ännu en frispark. De bytte frisparksskytt och denna gång var det Endōs tur att skjuta. Denna gång var det ingen snack om saken, en perfekt slagen frispark som skruvade sig runt den danska muren och in i mål. Japan vann sedan den matchen med 3-1 och var därmed vidare i åttondelsfinal. I åttondelsfinalen mötte de gruppvinnaren Paraguay i en match som var mållös efter 90 minuter och lika så efter förlängning. En straffsparksläggning skulle avgöra det hela. Endō stänkte in sin straff i det högra hörnet, men efter att Komano missade sin straff och Paraguay satte alla sina var Japan utslaget.

## Spelstil
Endō kan spela som både defensiv och offensiv mittfältare; han har ett bra spelsinne och lägger extremt välplacerade passar. Han är även känd för sina frisparkar och sina straffsparkar.

## Klubbkarriär
Endō började sin karriär 1998 i Yokohama Flügels och hann spela 16 matcher innan klubben fick ekonomiska problem och gick i konkurs i slutet av säsongen. Endō flyttade då till Kyoto Sanga där han tillbringade två säsonger. Därefter flyttade han till Gamba Osaka där han numera är given i startelvan.
Endō har blivit vald till J-Leagues Best Eleven hela sex år i rad och var mycket delaktig när Gamba Osaka vann ligan 2005, och när de vann ACL 2008 då han även blev vald till turneringens bästa spelare.
| Säsong | Lag                | Division | Tröjnummer | Matcher | Mål |
| ------ | ------------------ | -------- | ---------- | ------- | --- |
| 1998   | Yokohama Flügels   | 1        | 27         | 16      | 1   |
| 1999   | Kyoto Sanga        | 1        | 14         | 24      | 4   |
| 2000   | Kyoto Sanga        | 1        | 14         | 29      | 5   |
| 2001   | Gamba Osaka        | 1        | 19         | 29      | 4   |
| 2002   | Gamba Osaka        | 1        | 30         | 30      | 5   |
| 2003   | Gamba Osaka        | 1        | 7          | 30      | 4   |
| 2004   | Gamba Osaka        | 1        | 7          | 29      | 9   |
| 2005   | Gamba Osaka        | 1        | 7          | 33      | 10  |
| 2006   | Gamba Osaka        | 1        | 7          | 25      | 9   |
| 2007   | Gamba Osaka        | 1        | 7          | 34      | 8   |
| 2008   | Gamba Osaka        | 1        | 7          | 27      | 6   |
| 2009   | Gamba Osaka        | 1        | 7          | 32      | 10  |
| 2010   | Gamba Osaka        | 1        | 7          | 30      | 3   |
| 2011   | Gamba Osaka        | 1        | 7          | 33      | 4   |
| 2012   | Gamba Osaka        | 1        | 7          | 34      | 5   |
| 2013   | Gamba Osaka        | 2        | 7          | 33      | 5   |
| 2014   | Gamba Osaka        | 1        | 7          | 34      | 6   |
| 2015   | Gamba Osaka        | 1        | 7          | 37      | 5   |
| 2016   | Gamba Osaka        | 1        | 7          | 34      | 2   |
| 2017   | Gamba Osaka        | 1        | 7          | 31      | 1   |
| 2018   | Gamba Osaka        | 1        | 7          | 34      | 1   |
| 2019   | Gamba Osaka        | 1        | 7          | 28      | 1   |
| 2020   | Gamba Osaka        | 1        | 7          | 11      | 0   |
| 2020   | Júbilo Iwata (lån) | 2        | 50         | 15      | 2   |
| 2021   | Júbilo Iwata (lån) | 2        | 50         | 35      | 3   |
| 2022   | Júbilo Iwata       | 1        | 50         | 31      | 0   |
| 2023   | Júbilo Iwata       | 2        | 50         | 21      | 0   |

## Landslagskarriär
Yasuhito Endō spelade för det japanska landslaget mellan 2002 och 2015. Den 20 augusti 2003 gjorde han sitt första A-landslagsmål i en vänskapsmatch mot Nigeria.

Han har deltagit i flera olika mästerskap som VM i Tyskland 2006 och asiatiska cupen 2004 och 2007.

### Mål i det japanska landslaget
| Nr  | Datum             | Plats      | Motståndare            | Resultat | Tävling                        |
| --- | ----------------- | ---------- | ---------------------- | -------- | ------------------------------ |
| 1.  | 20 augusti 2003   | Tokyo      | Nigeria                | 3-0      | Vänskapsmatch                  |
| 2.  | 7 februari 2004   | Kashima    | Malaysia               | 4-0      | Vänskapsmatch                  |
| 3.  | 7 juli 2004       | Yokohama   | Serbien och Montenegro | 1-0      | Vänskapsmatch                  |
| 4.  | 16 juli 2007      | Hanoi      | Vietnam                | 4-1      | Asiatiska cupen 2007           |
| 5.  | 6 februari 2008   | Saitama    | Thailand               | 4-1      | Kvalmatch till VM 2010         |
| 6.  | 7 juni 2008       | Muskat     | Oman                   | 1-1      | Kvalmatch till VM 2010         |
| 7.  | 6 september 2008  | Riffa      | Bahrain                | 3-2      | Kvalmatch till VM 2010         |
| 8.  | 14 februari 2010  | Tokyo      | Sydkorea               | 1-3      | Östasiatiska mästerskapet 2010 |
| 9.  | 24 juni, 2010     | Rustenburg | Danmark                | 3-1      | VM 2010                        |
| 10. | 15 augusti 2012   | Sapporo    | Venezuela              | 1-1      | Vänskapsmatch                  |
| 11. | 6 september 2013  | Osaka      | Guatemala              | 3-0      | Vänskapsmatch                  |
| 12. | 10 september 2013 | Yokohama   | Ghana                  | 3-1      | Vänskapsmatch                  |
| 13. | 2 juni 2014       | Tampa      | Costa Rica             | 3-1      | Vänskapsmatch                  |
| 14. | 14 november 2014  | Toyota     | Honduras               | 6-0      | Vänskapsmatch                  |
| 15. | 12 januari 2015   | Newcastle  | Palestina              | 4-0      | Asiatiska cupen 2015           |

- Det japanska resultatet står alltid först.

## Meriter

### Personliga
J-League Best Eleven: 9 gånger
- 2003, 2004, 2005, 2006, 2007, 2008, 2009, 2010, 2011, 2012, 2014, 2015

AFC Champions League MVP: 1 gång
- 2008

Årets fotbollsspelare i Asien: 1 gång
- 2009

Årets fotbollsspelare i Japan: 1 gång
- 2008

### Lagmeriter
Vinnare av J.League: 2 gånger
- 2005, 2014

Vinnare av japanska ligacupen: 2 gånger
- 2007, 2014

Vinnare av japanska supercupen: 2 gånger
- 2007, 2015

Vinnare av Emperor's cup: 4 gånger
- 2008, 2009, 2014, 2015

Vinnare av AFC Champions League: 1 gång
- 2008

- Alla meriter är ifrån tiden då han spelade för Gamba Osaka

### Meriter från landslaget
Vinnare av asiatiska cupen: 2 gånger
- 2004, 2011